# Publi Gabini Capitó (pretor)
Publi Gabini Capitó (llatí: Publius Gabinius Capito) va ser un magistrat romà del segle i aC. Formava part de la gens Gabínia, una gens romana d'origen plebeu.
Va ser pretor l'any 89 aC i després propretor a Acaia on va ser culpable d'ambitus (extorsió) i al seu retorn a Roma va ser acusat d'aquest càrrec per Luci Pisó, que era patró dels aqueus i va ser condemnat. Lactanci el menciona com un dels tres delegats enviats l'any 76 aC a Èritres de Jònia a cercar unes profecies sibil·lines.